# Alexandre Du Sommerard
Alexandre Du Sommerard (født 31. august 1779 i Bar-sur-Aube, død 19. august 1842 i Saint-Cloud) var en fransk arkæolog.
Du Sommerard tjente først som officer under Napoleonskrigene, var dernæst juridisk embedsmand, men gjorde samtidig, da han var formuende, forskellige rejser. Fra 1831 hengav han sig ganske til arkæologien, berejste hele Frankrig og opsøgte gamle mindesmærker, som han opkøbte i mængde og beskrev; resultatet af disse rejser var en stor samling af manuskripter, møbler, kostumer, våben etc., der 1832 anbragtes i Hôtel de Cluny. Sine mange kundskaber i den middelalderlige arkæologi nedlagde Du Sommerard i værket Les arts au moyen-âge (1839—43, 5 bind 8° samt 510 Plancher i folio); dette fuldendtes først af sønnen Edmond Du Sommerard (1817—85), der var uddannet som maler og ornamenttegner; han blev 1843 direktør og konservator ved Cluny-museet.